# First Monday in October
Pour plus de détails, voir Fiche technique et Distribution.
First Monday in October est un film américain réalisé par Ronald Neame, sorti en 1981.

## Fiche technique
- Titre original : First Monday in October
- Réalisation : Ronald Neame
- Scénario : Jerome Lawrence et Robert Edwin Lee
- Direction artistique : John V. Cartwright
- Décors : Philip M. Jefferies
- Costumes : Ruth Myers
- Photographie : Fred J. Koenekamp
- Montage : Peter E. Berger (en)
- Musique : Ian Fraser
- Production :Paul M. Heller, Martha Scott
  - Production associée : Charles Matthau
- Société(s) de production : Paramount Pictures
- Société(s) de distribution :  Paramount Pictures
- Pays d'origine : États-Unis
- Année : 1981
- Langue : anglais
- Format : couleur (Metrocolor) – 35 mm – 2,35:1 – mono
- Genre : comédie dramatique
- Durée : 98 minutes
- Dates de sortie : 
  -  États-Unis : 21 août 1981

## Distribution
- Walter Matthau : Dan Snow
- Jill Clayburgh : Ruth Loomis
- Barnard Hughes : le premier juge James Jefferson Crawford
- Jan Sterling : Christine Snow
- James Stephens (en) : Mason Woods
- Joshua Bryant : Bill Russell
- Wiley Harker : Juge Harold Webb
- F.J. O'Neil : Juge Waldo Thompson
- Herb Vigran : Juge Ambrose Quincy
- Noble Willingham : l'avocat du Nebraska
- Richard McKenzie : le sénateur hostile
- Ann Doran : la commerçante
- Dallas Alinder : Norman
- Olive Dunbar : Mme Radabaugh
- Charles Lampkin : Juge Josiah Clewes
- Martha Scott : Cameo (non créditée)

## Distinctions

### Nominations
- Golden Globes 1982 :
  - Meilleure actrice dans un film musical ou une comédie pour Jill Clayburgh
  - Meilleur acteur dans un film musical ou une comédie pour Walter Matthau
- Writers Guild of America 1982 :
  - Best Comedy Adapted from Another Medium pour Jerome Lawrence, Robert Edwin Lee